# Мугалжар
Мугалжа́р (каз. Мұғалжар) — село у складі Мугалжарського району Актюбінської області Казахстану. Адміністративний центр та єдиний населений пункт Мугалжарського сільського округу.
У радянські часи село називалось Мугоджарський.
Населення — 1623 особи (2021; 2118 у 2009, 1630 у 1999, 1570 у 1989).